# Plagioecia inoedificata
Plagioecia inoedificata är en mossdjursart som först beskrevs av Jullien 1882.  Plagioecia inoedificata ingår i släktet Plagioecia och familjen Plagioeciidae. Inga underarter finns listade i Catalogue of Life.